# IspCP
ispCP (Internet Service Provider Control Panel) war ein Projekt, das sich als Ziel gesetzt hatte, ein Multi-Server-Verwaltungs- sowie Administrationstool zu entwickeln. Der erste Schritt war die Veröffentlichung von ispCP Omega (vormals VHCS Omega genannt), einem Fork des VHCS-Projekts, wovon auch eine Aktualisierung möglich ist.
Der größte Unterschied zu VHCS dürfte die tatsächliche Umsetzung des Community-Gedankens sein – die komplette Entwicklung war, wie man es von anderen Open-Source-Projekten kennt, offen. Daraus haben sich auch schon einige technische Unterschiede entwickelt, wie zum Beispiel die Unterstützung von PHP als FastCGI statt mod_php (was unter anderem auch den Betrieb von Apache HTTP Server 2.2 mit dem Modul mpm-worker erlaubt) und viele andere Verbesserungen im Bereich Sicherheit.
ispCP wird nicht mehr weiterentwickelt. Fork ist I-mscp. Die offizielle Webseite ist seit April 2015 ohne Inhalt.

## Unterstützte Plattformen
ispCP läuft unter den verbreiteten Linux-Distributionen CentOS, Debian, Fedora, Gentoo Linux, openSUSE, Red Hat Linux und Ubuntu. Zudem ist es unter FreeBSD und OpenBSD lauffähig. Mit einigen manuellen Eingriffen, jedoch ohne offizielle Unterstützung, kann ispCP auch unter anderen Linux- und BSD-Distributionen lauffähig gemacht werden.

## Systemvoraussetzungen
- Apache (Webserver)
- Postfix (MTA)
- ProFTPd (FTP-Server)
- PHP 5.x (Skriptsprache, fcgid, fastcgi)
- Perl (Skriptsprache)
- MySQL 4 oder 5 (relationales Datenbankverwaltungssystem)
- Courier (POP3- und IMAP-Daemon)
- BIND8 oder BIND9 (DNS-Server)
- iptables (optional)